# Kisumu
Kisumu   este un oraș  în  partea de vest a Kenyei, port pe malul estic al lacului Victoria. Este reședința provinciei  Nyanza.